# 原口兼済
原口 兼済（はらぐち けんさい、1847年4月2日（弘化4年2月17日）- 1919年（大正8年）6月18日）は、明治から大正初期の陸軍軍人、政治家、華族。最終階級は陸軍中将。貴族院議員、男爵。

## 経歴
森藩士・林（才木）寛吾の四男として生まれ、同藩士・原口等の養子となる。1870年（明治3年）陸軍兵学寮青年学舎に入り、1872年（明治5年）陸軍少尉に任官し5番大隊付となる。歩兵第1連隊大隊副官、陸軍士官学校付などを経て、1877年（明治10年）3月から9月まで西南戦争に出征した。
歩兵第3連隊大隊長、陸士生徒司令官、陸軍戸山学校次長、ドイツ差遣、戸山学校長、近衛歩兵第1連隊長などを歴任し、日清戦争末に第4師団参謀長として出征したが終戦となった。再度、戸山学校長となり、1897年（明治30年）9月、陸軍少将に進級。歩兵第20旅団長、台湾守備混成第1旅団長、歩兵第17旅団長、留守第1師団長、韓国駐剳軍司令官、大本営付、教育総監部参謀長などを経て、1905年（明治38年）1月、陸軍中将となった。日露戦争では第13師団長として樺太作戦を遂行、樺太全土を占領した。1906年（明治39年）7月に休職し、翌年（明治40年）11月13日、予備役に編入された。1909年（明治42年）4月1日、後備役となる。1914年（大正3年）4月1日に退役した。
1907年（明治40年）9月21日、男爵を叙爵。1910年（明治43年）8月27日、貴族院男爵議員補欠選挙で当選し、1918年（大正7年）7月9日まで貴族院議員を務めた。

## 親族
- 原口徠（読みは「きたる」）- 三男で男爵を襲爵[2]。日本勧業銀行常任理事。
- 杉栄三郎 - 二女の夫。帝室博物館総長。

## 栄典
- 1889年（明治22年）11月29日 - 大日本帝国憲法発布記念章[10]
- 1892年（明治25年）11月29日 - 勲三等瑞宝章[11]
- 1899年（明治32年）11月10日 - 勲二等瑞宝章[12]
- 1905年（明治38年）
  - 6月9日 - 正四位[13]
  - 11月30日 - 勲一等瑞宝章[14]
- 1906年（明治39年）4月1日 - 功三級金鵄勲章、旭日大綬章、明治三十七八年従軍記章[15]
- 1907年（明治40年）
  - 9月21日 - 男爵 [16]
  - 12月10日 - 従三位[17]
- 1915年（大正4年）11月10日 - 大礼記念章[18]